# Tocro estelat
El tocro estelat (Odontophorus stellatus) és una espècie d'ocell de la família dels odontofòrids (Odontophoridae) que habita la selva humida de l'est de l'Equador, est del Perú, nord de Bolívia, i oest del Brasil amazònic.